# Oceanapia reticulata
Oceanapia reticulata är en svampdjursart som beskrevs av Topsent 1904. Oceanapia reticulata ingår i släktet Oceanapia och familjen Phloeodictyidae. Inga underarter finns listade i Catalogue of Life.